# Chojun Miyagi
Chojun Miyagi (Naha, 25 april 1888 — aldaar, 8 oktober 1953) was een Okinawaans karatemeester, die de grondlegger is van de Goju-ryu stijl van karate. Deze stijl creëerde hij vanuit het Naha-te karate en hij voegde er meer Chinese invloeden eraan toe. Chojun Miyagi was een leerling geweest van Kanryo Higaonna, bij wie hij het Naha-te karate geleerd had.

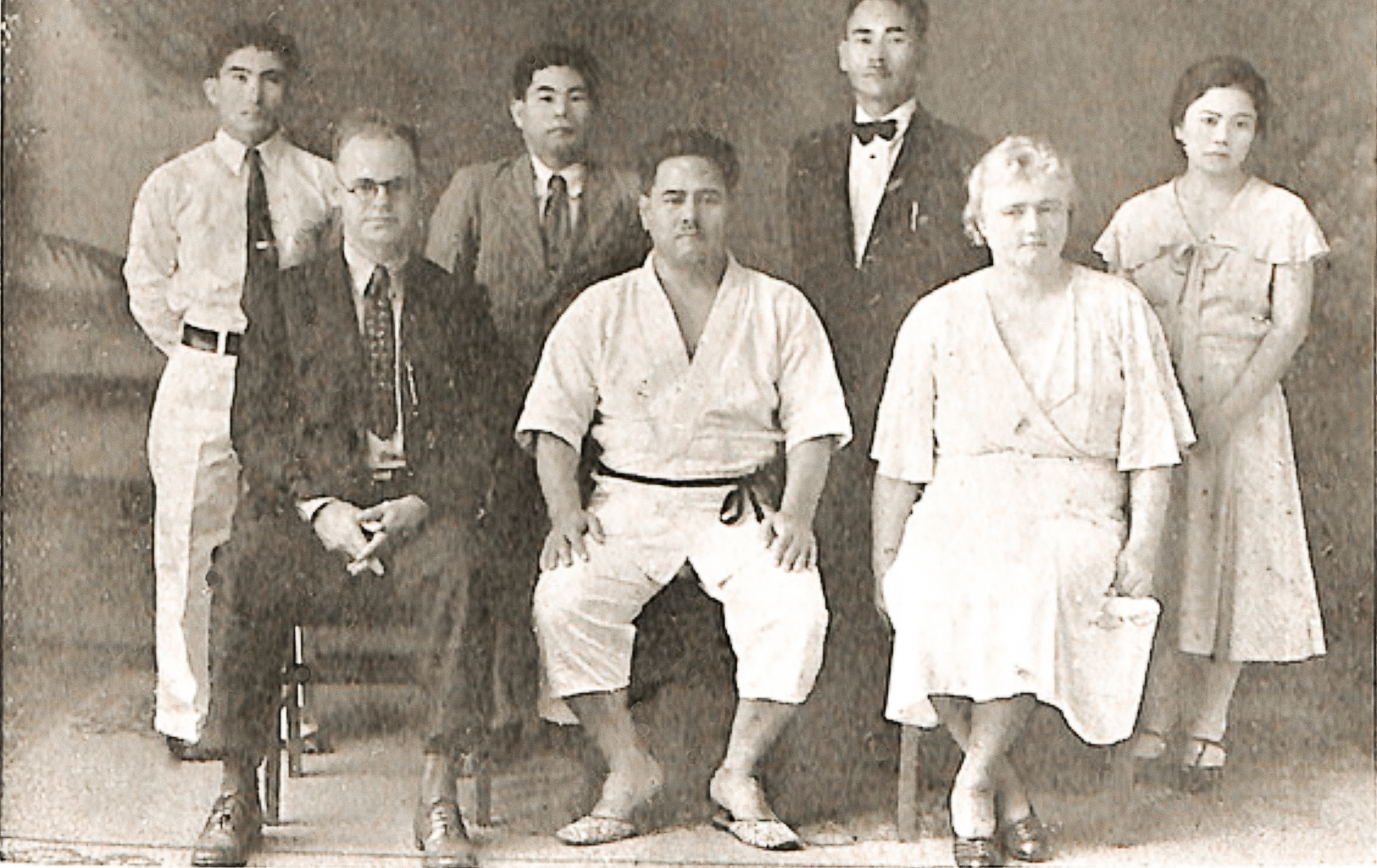
Miyagi Chojun in Hawaii (1934 or 35)